# محاضرات في تاريخ الفلسفة
محاضرات حول تاريخ الفلسفة (بالألمانية: Vorlesungen über die Geschichte der Philosophie ، VGPh) هي محاضرات ألقاها جورج فيلهلم فريدريش هيجل في الفترة ما بين 1805 حتّى 1831 قبل وفاته في نوفمبر من ذلك العام.

## ملخص
حُررّت ملاحظات المحاضرات التي قدمها هيجل من قبل تلميذه كارل لودفيج ميشليه [الإنجليزية] عام 1833 ونُقحت بين عامي 1840 و 1842. الترجمة الإنكليزية قدمتها إليزابيث هالدين [الإنجليزية] عام 1892.
هيغل أوجز أفكاره حوّل الفلاسفة الرئيسيين ورآى أن الوعي يتقدم من وحدة الوجود غير المتمايزة في الشرق لتُشكل فهماً أكثر فردية يتوّج بحرية العصر الجرماني.
يستشهد هيجل في محاضراته على نطاق واسع بالتاريخ الضخم للفلسفة المكتوبة في ألمانيا بعد عام 1740؛ من بينها: كتاب يوهان جاكوب بروكر [الإنجليزية] في ست مجلدت بعنوان التارخ النقدي للفلسفة (بالإنجليزية: Critical History of Philosophy)‏ والصادر بين الأعوام 1767 و 1742، وكتاب يوهان بول [الإنجليزية] الصادر بين أعوام 1796 و 1804 في ثمان مجلدات بعنوان كتاب مدرسي في تاريخ الفلسفة (بالإنجليزية: Textbook on the History of Philosophy)‏، وكتاب ديتريش تيدمان [الإنجليزية] في ست مجلدات بين الأعوام 1791 و 1797 بعنوان روح الفلسفة التأملية من طاليس إلى بيركلي (بالإنجليزية: The Spirit of Speculative Philosophy from Thales to Berkeley)‏، وكتاب فيلهلم جوتليب تينيمان [الإنجليزية] الصادر في 11 مجلد بين أعوم 1789 و 1819 بعنوان تاريخ الفلسفة (بالإنجليزية: History of Philosophy)‏.

## المعلومات الكاملة للمراجع
- Hegel، Georg Wilhelm Friedrich (1996) [1892 Kegan Paul]. Haldane، Elizabeth Sanderson (المحرر). Vorlesungen über die Geschichte der Philosophie [Hegel's Lectures on the History of Philosophy, 3 vols.]. Humanities Press International. ISBN:978-0-391-03957-5. (full text at أرشيف الإنترنت Vol. 1) Vol. 2 Vol. 3
- Walsh، W. H. (1965). "Hegel on the History of Philosophy". History and Theory. ج. 5: 67. DOI:10.2307/2504119. JSTOR:2504119.